# Utah Beach

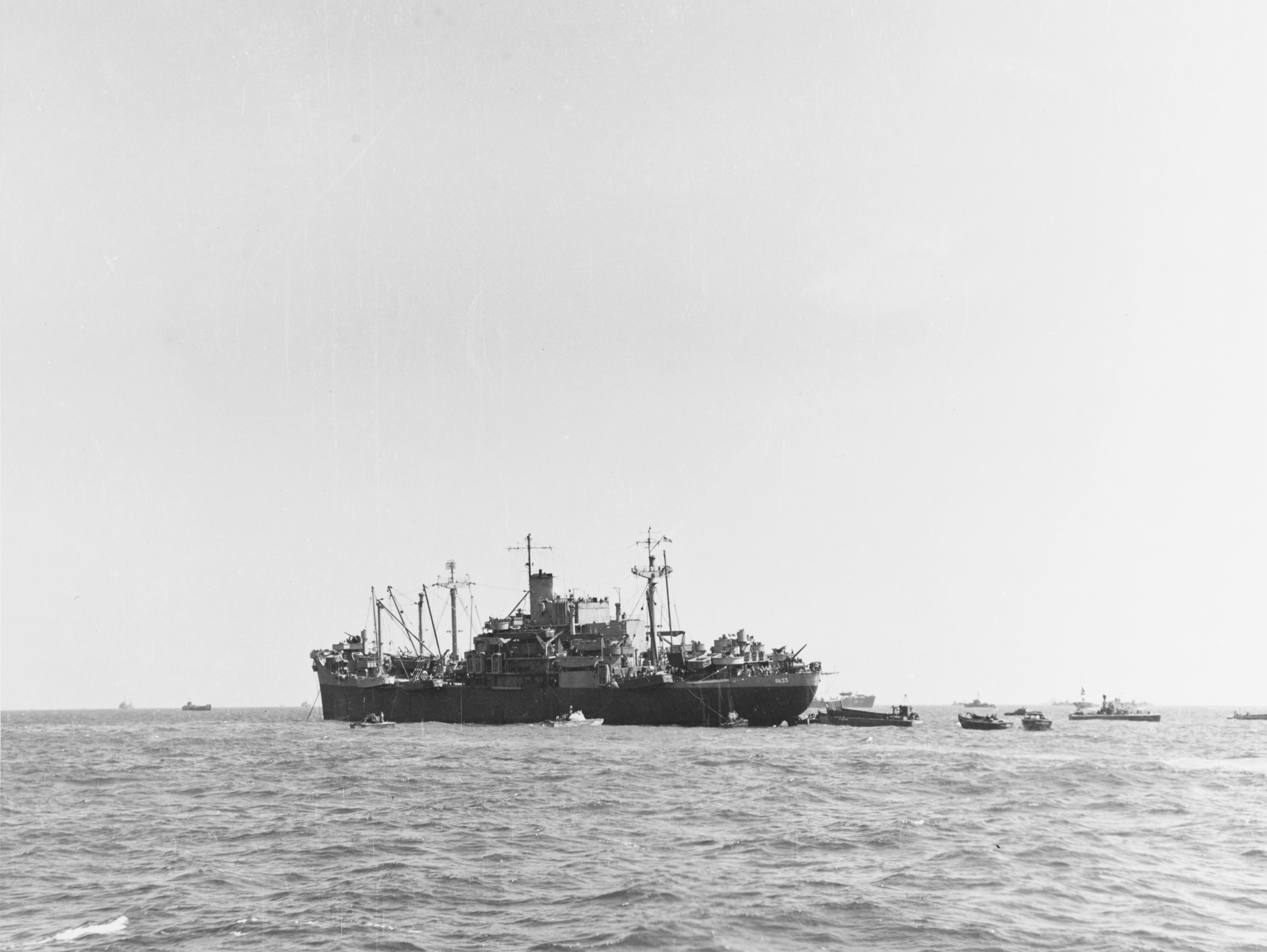
USS Bayfield en landingsvaartuigen op 6 juni 1944

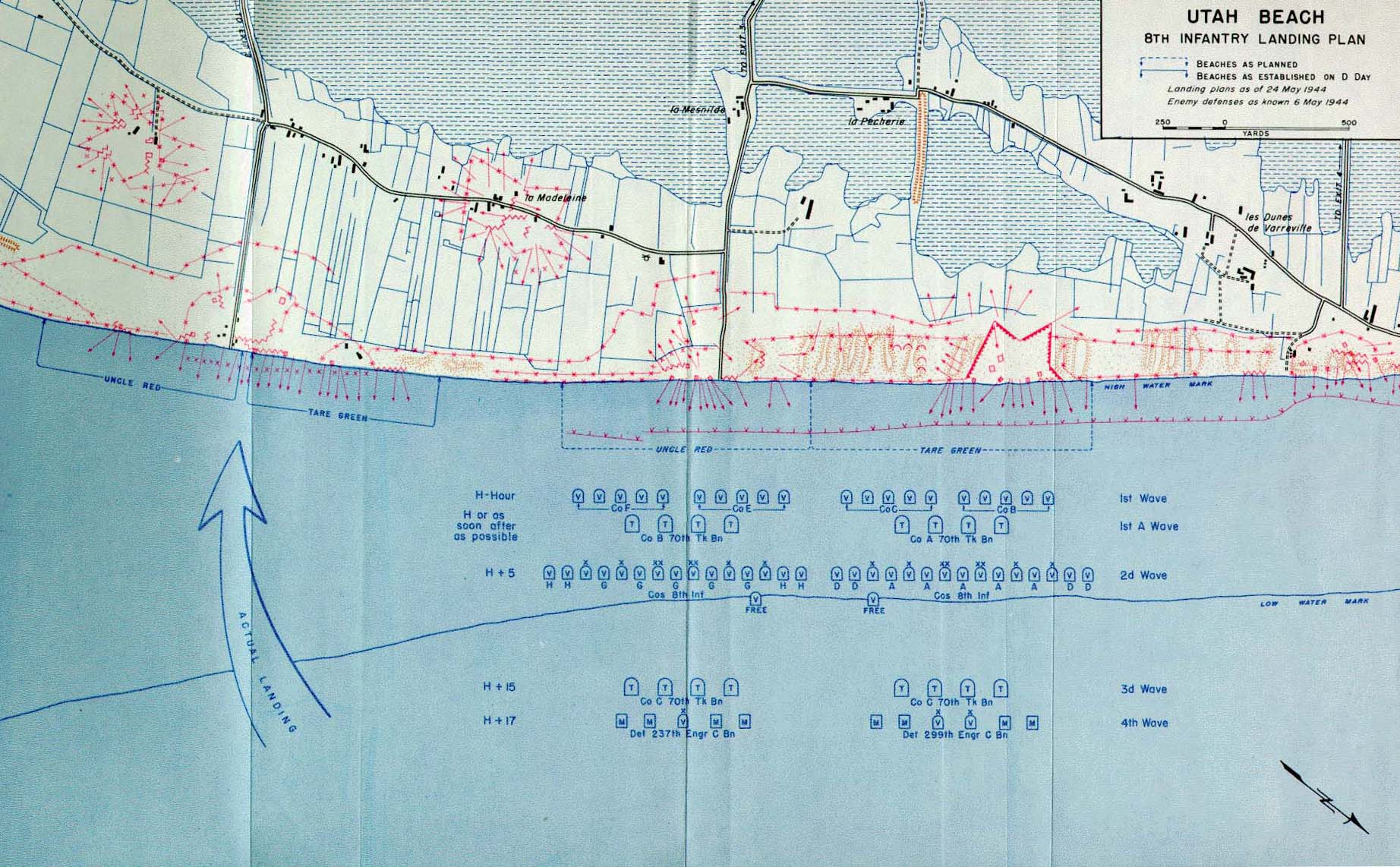
Detailkaart landingen Utah Beach

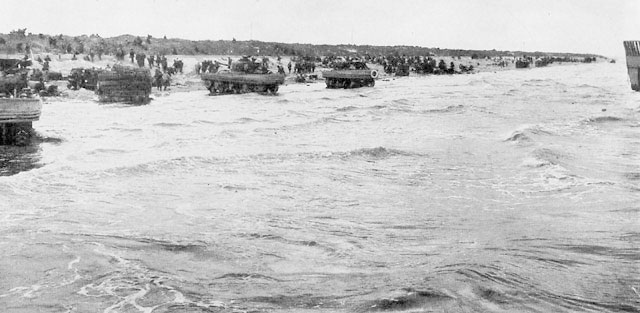
DD tanks op Utah Beach

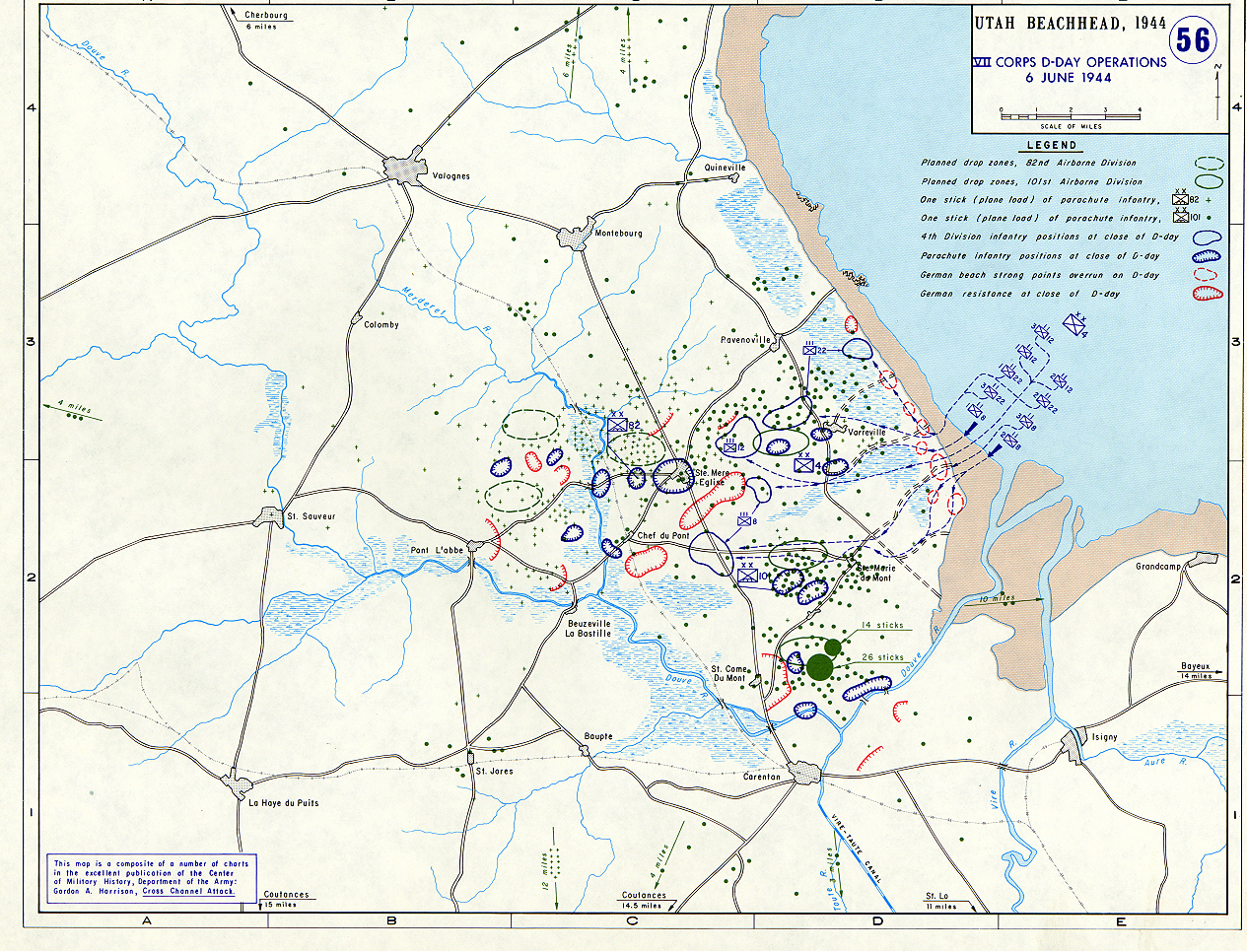
Positie Amerikaanse troepen aan het einde van de dag

Utah Beach is de codenaam van het meest westelijke van de stranden die waren uitgekozen voor de landing in Normandië. Utah Beach is het landingsstrand op het schiereiland Cotentin ten westen van de monding van de Douve en de Vire. Het strand was toegewezen aan de Amerikaanse 4e infanteriedivisie en het 70e tankbataljon en het binnenland aan de 82e en 101e luchtlandingstroepen.
Het doel van de landing op Utah Beach was om van hieruit het schiereiland te doorbreken om ervoor te zorgen dat de Duitsers geen versterkingen naar Cherbourg konden sturen. Deze haven was van groot belang voor de bevoorrading van het leger voor de aanstaande strijd.
In het eerste aanvalsplan voor D-Day waren Utah en Sword Beach nog niet voorzien: pas in december 1943 werden ze toegevoegd aan het plan. Dit verdubbelde de lengte van het front en er werden ook luchtlandingstroepen langs beide kanten van de landingsstranden toegevoegd. Door deze wijziging werd de landing weer opgeschoven, omdat er extra manschappen en materiaal naar Engeland moesten worden verscheept.

## Verdediging

### Manschappen
Op het moment van de landing op 6 juni bevonden zich op Cotentin drie Duitse divisies, in het westen de 243e infanteriedivisie, in het centrum de  91e (LL)infanteriedivisie en in het oosten de  709e infanteriedivisie. Van deze drie divisies zouden er twee een belangrijke rol spelen in de eerste uren van de landing en de dagen die erop volgden.

#### 91. (LL)Infanterie-Division
Deze divisie was gelegerd in het centrum van de Cotentin en was eigenlijk initieel gezien een luchtlandingsdivisie, vandaar de (LL) in de naam van 'Luftlande', maar werd toch ingezet als een infanteriedivisie. Na het voltooien van hun training werd deze divisie op 14 mei 1944 naar de Cotentin gestuurd als versterking in deze sector. Het bevel stond onder Generalmajor Wilhelm Falley die het bevel kreeg in april 1944. De divisie was op het moment van de landing nog niet op volledige sterkte en telde 10.555 manschappen. Dit komt overeen met ongeveer een 60% van een Amerikaanse divisie.

#### 709. Infanterie-Division
Deze divisie was gelegerd aan de oostkant van het schiereiland en bezette de volledige oostelijke kuststrook. Het was een statische divisie en bestond vooral uit oudere manschappen. De divisie stond onder leiding van Generalleutnant Karl-Wilhelm von Schlieben. De divisie bestond uit drie infanterieregimenten. De IR 729 en de IR 739. De IR 729 stond in voor de verdediging van Cherbourg en de IR 739 IR stond in voor de NO-kust van de Cotentin. Deze voegde zich later bij de IR 729 voor de slag om Cherbourg.
De derde is de IR 919, deze stond in voor de verdediging van ZO-kust. Dit liep van Le Grand Vey in het zuiden bij de monding van de Douve tot aan Crasville. Dit regiment bemande voornamelijk de Widerstandnester (Wn) en Stützpunkten (StP) langs de kust als onderdeel van de Atlantic Wall. Het was deze divisie die de volle slag van de landing op Utah Beach op zich kreeg.

### Verdedigingsposities
Omdat de kust van Normandië een potentieel doel was voor een landing vanuit Engeland, begon men met de bouw van de  'Atlantic Wall' in 1941. Eerst werden enkel de havens versterkt zoals de havens van Cherbourg en Le Havre. Omdat de dreiging op een landing steeds groter werd en Hitler het belang van de Normandische kust begon in te zien, stelde hij veldmaarschalk Rommel aan in januari 1944 aan om de Atlantic Wall aan de Franse kust te inspecteren. Hij ontdekte al snel fouten in de verdedigingen die vooral gericht waren op de verdediging van de havens of militaire installaties zoals de duikboothavens en kustbatterijen. De stranden en kustgebieden tussen deze punten werden maar weinig of niet verdedigd. Men ging er steeds van uit dat de landing ging plaats vinden bij het nauw van Calais omdat hier de afstand tussen Engeland en het Europese vasteland het kleinst was. Rommel gaf direct het bevel om langs de volledige Franse kust en vooral ook in Normandië 4.000 nieuwe versterkingen te bouwen en 500.000 obstakels op de stranden plaatsen. De werkzaamheden werden door de Todt-organisatie uitgevoerd.

#### Infrastructuur
De Duitsers hadden de Atlantic Wall bij Utah Beach versterkt door twee soorten versterkingen te gebruiken:
De Widerstandnester (Wn) en de Stützpunkten (StP). Het weerstandsnest en het 'strongpoint'. Het verschil tussen deze twee verdedigingspunten is de grootte en het aantal manschappen. Op de kaart werden deze punten door de Duitsers aangeduid door Wn en StP en genummerd vanaf 1 en begonnen in La Grand Vey, Wn1. Langs deze kuststrook waren ongeveer 25 van deze punten. Er waren een 21 weerstandsnesten met daartussen vier strongpoints. De strongpoints waren groter en zwaarder verdedigd en waren de plaatsen aan het strand die belangrijker waren om te verdedigen om dat achter deze punten meestal de belangrijke kustartilleriebatterijen stonden. Zoals StP12 als verdediging van de batterij van Azeville en StP16 voor de batterij van Crisbecq. De weerstandsnesten werden gebruikt om de gaten op te vullen tussen de verschillende strongpoints.

#### Obstakels
Op de stranden en rond deze militaire zones werden verschillende obstakels geplaatst om de landing van troepen en materiaal te bemoeilijken. Beginnend in zee werden er in diepere gedeelten zeemijnen geplaatst en naarmate het ondieper werd, werden er palen en mijnen gebruikt om landingsvaartuigen te laten zinken. Bij hoog tij waren deze onder water en zagen de boten niet waar deze lagen en bij laag water moesten de landingsvaartuigen de manschappen vroeger lossen en moesten deze een langere afstand op het strand afleggen, waardoor ze langer blootgesteld werden aan vijandelijk vuur. Op het strand stonden antitank-obstakels zoals Tsjechische egels en Belgische poorten. Aan de rand met de duinen bevonden zich antitankgrachten en muren. Rond de weerstandsnesten en strongpoints werden mijnenvelden aangelegd en afgezet met prikkeldraad.

## Aanval
De aanval op Utah Beach bestond uit twee fasen. Eerst zouden er een paar uur voor de landing luchtlandingstroepen gedropt worden achter het landingsstrand om de Duitsers in de war te brengen en belangrijke wegen en kruispunten te bezetten om een tegenaanval van de Duitsers te voorkomen. Ten tweede zal in de vroege ochtend de landing plaatsvinden op het strand zelf. Eenmaal als het strand ingenomen was, konden deze troepen contact maken verder inlands met de luchtlandingstroepen en gezamenlijk verder werken.

### Luchtlandingseenheden.
Deze eenheden waren een nieuw opgericht concept van infanteriesoldaten tijdens de Tweede wereldoorlog. In Europa waren het zowel de Duitsers "Fallschirmjägers" als de geallieerden "Paratroopers" die van dit soort eenheden gebruik maakten. Het waren elite-eenheden die meestal vanuit vliegtuigen sprongen of gedropt werden met zweefvliegtuigen achter de vijandelijke linies om daar een verrassingsaanval uit te voeren en belangrijke steunpunten in te nemen of te vernietigen voor de hoofdmacht ter plaatse is. Voor de Amerikanen sprongen tijdens het eerste uur twee divisies bij Utah Beach. De  82e en de  101e luchtlandingsdivisie.

#### Operatie Neptune
Operatie Neptune was het onderdeel van operatie Overlord dat alles inhield voor de luchtlandingstroepen. Het omvatte hun specifieke aanvalsplan en hun ondersteuning omdat hun operatie logistiek en voorbereidend volledig afweek van de amfibische aanval op de stranden en de beperking aan toevoer van zwaar materiaal door de lucht. Daarom werden deze eenheden die als eerste sprongen uit de vliegtuigen gezien als 'lichte infanterie'; deze soldaten hadden bijvoorbeeld enkel lichte machinegeweren en lichte mortieren mee met een beperkte hoeveelheid munitie. Operatie Neptune was onderverdeeld in drie Forces om dit logistieke probleem op te lossen en versterkingen aan te brengen.
Force A waren de eerste Pathfinders die de vliegtuigen begeleidden en de paratroopers die landden in de aangeduide dropzones.
Force B waren de troepen die een paar uur later landden door middel van zweefvliegtuigen. Deze hadden de opdracht om zwaar materiaal, uitgebreid medisch materiaal en de eerste voertuigen te brengen bij de divisies die al geland waren.
Force C: deze troepen kwamen bij het strand aan land middels de marine bij Utah Beach omdat deze niet nodig geacht werden om tijdens de eerste uren mee te springen. Het ging vooral over reservetroepen en stafmedewerkers. Ook het zware materiaal dat niet door de lucht kon worden aangevoerd, kwam via het strand.

##### Aanvalsplan voor de luchtlandingstroepen
Voor de 82e divisie was het plan gedropt te worden in de omgeving van Saint-Mère-Eglise. Hun doelen waren om de exitwegen 3 en 4 voor Utah Beach veilig te stellen, Saint-Mère-Eglise te bevrijden en te verdedigen omdat dit dorp als een belangrijk kruispunt gezien werd voor de wegen tussen Cherbourg en Carantan en een bufferzone rond het dorp te maken om tegenaanvallen op te vangen en zones vrij te maken voor de aankomende zweefvliegtuigen.

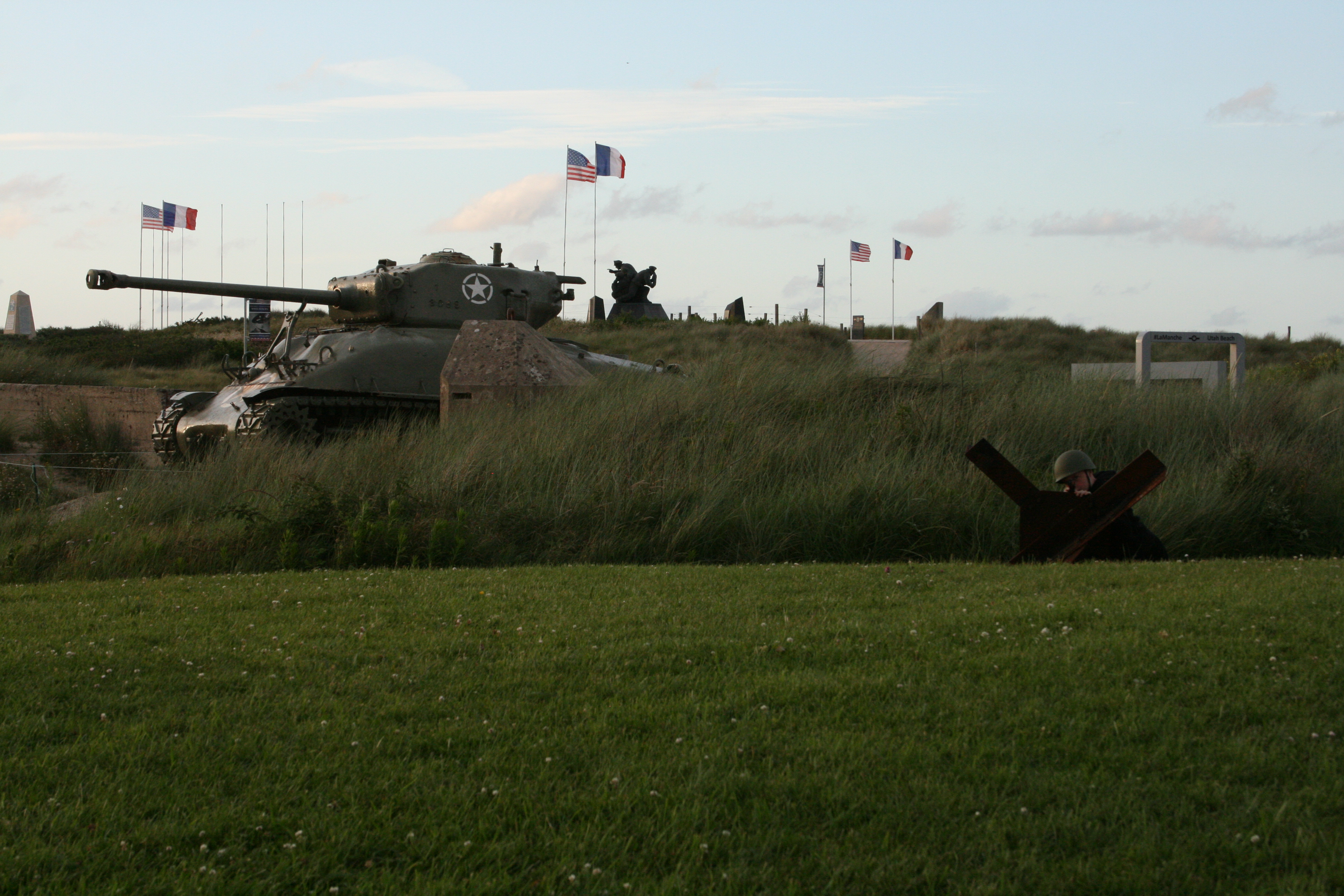
Omgeving bij het Utah Beach-monument.

Voor de 101e divisie was het plan gedropt te worden in het gebied tussen Saint-Marie-du-Mont en Saint-Côme-du-Mont. Hun doelen waren om de exitwegen 1 en 2 voor Utah Beach veilig te stellen, Saint-Côme-du-Mont in te nemen en het gebied er rond veilig te stellen voor de aankomende zweefvliegtuigen en de bruggen over de Douve in te nemen en te behouden tot de versterkingen vanuit Utah Beach aankomen. Deze bruggen waren van belang voor de latere aanval op Carantan om dan de link te kunnen leggen met de troepen vanuit Omaha Beach.

### Utah beach, het strand.
In de nacht van 5 op 6 juni stoomde de Amerikaanse invasievloot naar de Franse kust voor Utah Beach. Mijnvegers gingen de schepen voor en maakten Duitse zeemijnen onklaar. Om 02:30 uur kwamen de schepen op de plaats van bestemming aan en stapten de militairen van boord in de landingsvaartuigen. Boven de wachtende vloot cirkelden jachtvliegtuigen en werden er sperballonnen op gelaten om een mogelijke aanval van de Luftwaffe af te slaan.
Vooraf gaande aan de landing, moest er eerst een obstakel ingenomen worden. Het gaat om een kleine eilanden groep voor de kust ter hoogte van Ravenoville, Iles St. Marcouf. Op het hoofdeiland stond een fort uit de tijd van Napoleon, maar dit was nooit in gebruik genomen. De inlichtingendienst wist het niet zeker, maar er kon een Duits garnizoen aanwezig zijn of een plaats om zeemijnen van op afstand te doen exploderen. Delen van het 2de en 4de 'Cavalry Squadrons' onder leiding van Luitenant-kolonel E.C. Dunn zouden deze taak op hun nemen. De aanval werd twee uur voor de landing ingezet om 4u30. Toen deze mannen landden op dit eiland en enkel gewapend met messen het fort binnendrongen, lag het fort er verlaten bij en was er van de Duitsers geen enkel spoor.
De laatste actie voor de manschappen aan land gingen was voor de marine en de luchtmacht. De USS Bayfield, de naamgever van een klasse van aanvalstransportschepen, was het vlaggenschip en het hoofdkwartier. Andere schepen, zoals het slagschip USS Nevada, de monitor HMS Erebus, HMS Black Prince en het Nederlandse schip Soemba openden om 05:50 uur het vuur op de invasiestranden en bleven schieten tot het moment de troepen het strand bereikten. In dezelfde ochtend waren 267 Marauder bommenwerpers opgestegen van het 9th U.S. Air Force om de stranden te bombarderen. Er werd 4404 ton van 250 pounds bommen afgeworpen op 7 doelen, van W3 tot W10. Wolken belemmerden het zicht en 67 toestellen keerden terug met de bommenlast. De overige 293 lieten de bommen vallen, maar een zeer groot deel kwam of in zee of achter de duinen tot ontploffing.
Het plan was om vier golven soldaten op de stranden af te sturen, voorzien van enkele pantservoertuigen en met vuursteun van de marine. De twintig landingsvaartuigen van de eerste golf zetten op precies de afgesproken tijd de tocht in naar de stranden. De landingsvaartuigen werden begeleid door boten met machinegeweren die de mijnen moesten laten exploderen. Ongeveer op Uur H waren de landingsvaartuigen tot op 273 meter van het strand genaderd. Zij schoten rooksignalen af als teken dat het artillerievuur vanuit de schepen moest stoppen. Op Uur H werden de landingsbruggen naar beneden gelaten en waadden 600 soldaten tot hun middel in het water de resterende 100 meter naar het strand, waar ze enkele minuten later aankwamen. Tegenstand was er bijna niet, aangezien de Duitsers hier geen aanval verwachtten; er waren enkel een paar reserve-eenheden aanwezig.
Hoewel de landing een groot succes werd, landde enkele minuten later het 1e Bataljon zuidelijker bij het gehucht La Madeleine. Door stof en rook die het zicht op de stranden belemmerden en de stroming, kwamen de troepen zo'n 1800 meter ten zuiden van de geplande landingsplaats aan land. Dit kon ernstige gevolgen hebben voor het verloop van de landing. Het viel echter mee, aangezien de Duitsers daar zeer zwak stonden en brigadegeneraal Roosevelt van de 4e Divisie het bataljon persoonlijk leidde. Hij was de hoogste en de oudste militair die op D-Day voet aan wal zette. Hij verkende de situatie persoonlijk en besprak de situatie met de twee bataljonscommandanten. Samen met hen viel hij de overblijvende Duitse posities aan, en zorgde dat de bevoorrading en de versterkingen op de nieuwe, niet-geplande plaats aankwamen, iets dat hem de Medal of Honor zou opleveren.
De Sherman A4-D4 DD-tanks arriveerden zo'n 15 minuten te laat, maar door een gebrek aan doelen werd de late aankomst niet als een probleem ervaren. Slechts vier tanks waren tijdens de reis verloren gegaan toen het landingsschip op een zeemijn liep en zonk. Het strand was licht verdedigd en de genietroepen in de tweede aanvalsgolf konden meer opruimen dan verwacht. In een uur waren alle obstakels verwijderd en begon men met het opblazen van de zeemuur zodat voertuigen het strand konden verlaten. Grote delen achter de duinen waren door het Duitse leger geïnundeerd, maar de wegen door dit gebied waren allemaal in Amerikaanse handen de eerste dag.

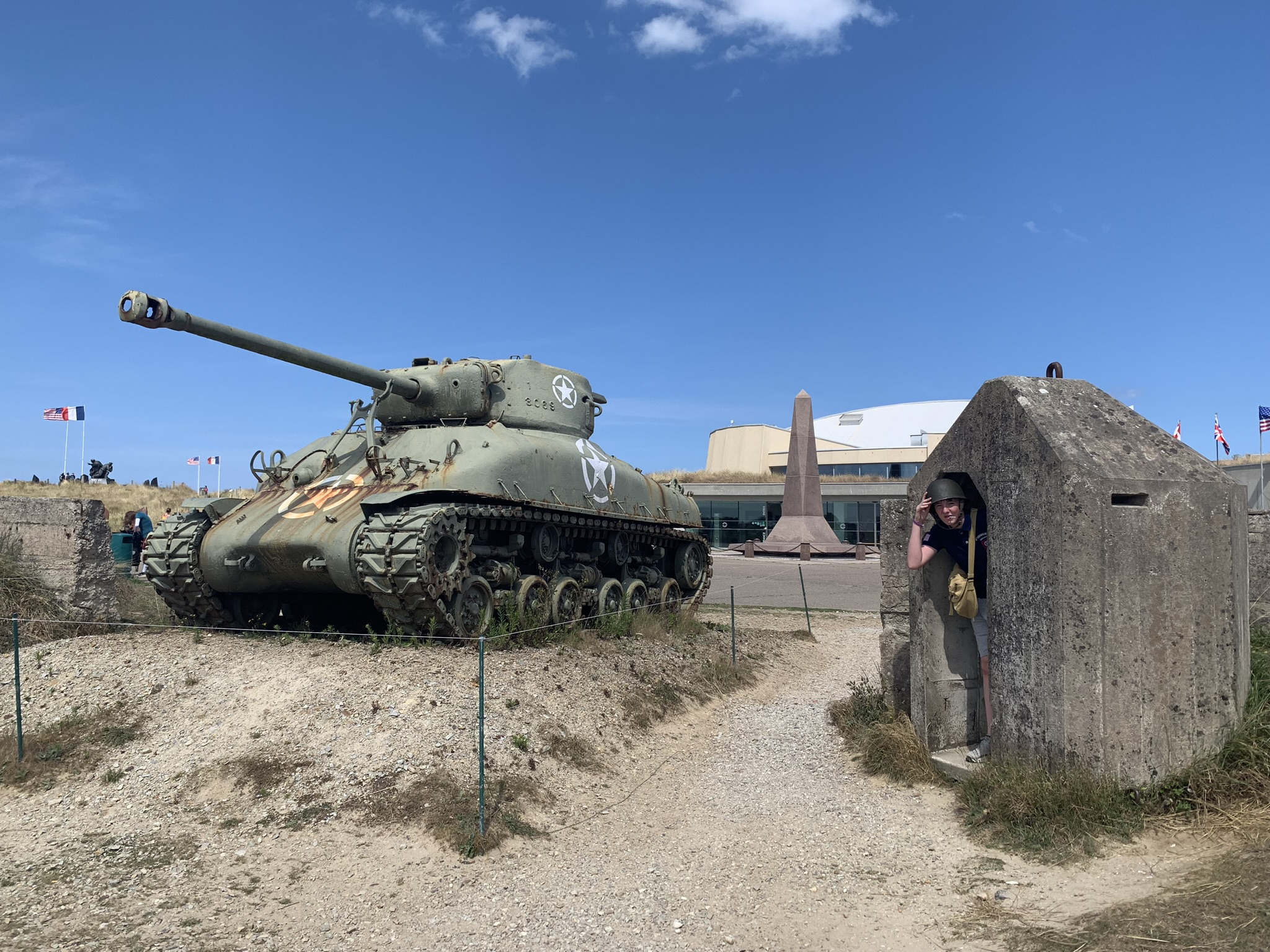
Utah Beach American Memorial

De landingen op Utah Beach, Omaha Beach, Gold Beach, Juno Beach en Sword Beach waren een groot succes, waaraan echter ook de 13.100 parachutisten van de  82e en  101e Luchtlandingsdivisie hadden bijgedragen; die waren in de nacht van 5 op 6 juni erg verspreid landinwaarts terechtgekomen, waarbij zij aanzienlijke verliezen leden. De meest legendarische episode van die nacht voltrok zich in het dorpje Sainte-Mère-Église, 10 km landinwaarts vanaf Poupeville. De parachutisten bemoeilijkten niettemin de Duitse tegenaanval op de gelande troepen op Utah Beach.
Aan het einde van D-Day waren op Utah Beach ongeveer 20.000 manschappen en 1.700 voertuigen geland, met ongeveer zevenhonderd doden en gewonden aan geallieerde zijde. Utah Beach was het strand met de minste verliezen. Op het andere Amerikaanse landingsstrand, Omaha Beach, waren de verliezen dramatisch, van de eerste landingsgolf werd 50% uitgeschakeld.

## Aanvoerroute voor troepen en vracht
De geallieerde invasie richtte zich niet direct op de verovering van Franse havens. Het Duitse leger zou deze zwaar verdedigen en vernielingen van de faciliteiten zou de havens onbruikbaar maken. De stranden kregen hierdoor een belangrijke logistieke rol. Vanaf de invasie tot medio november 1944 zijn 800.000 manschappen, circa 165.000 voertuigen en ruim 0,7 miljoen ton vracht via Utah Beach Frankrijk binnengebracht. Een belangrijke rol hierin hebben de landingsvaartuigen en de DUKW gespeeld. Vanaf de schepen voor de kust, soms wel zoveel als 75 liberty schepen, werd de lading gelost in deze vaartuigen die het naar het strand brachten. Ondanks problemen in de communicatie en een zware storm die tussen 20 en 24 juni 1944 woedde, werd in de eerste maand al bijna 110.000 ton lading via het strand aangevoerd. In juli werd een recordhoeveelheid verwerkt van ongeveer 195.000 ton waarna een daling optrad. Met de verovering en opening van de Franse havens Le Havre en Rouen én de verschuiving van de front naar het oosten, nam het logistieke belang van de invasiestranden af.

## Utah Beach-museum

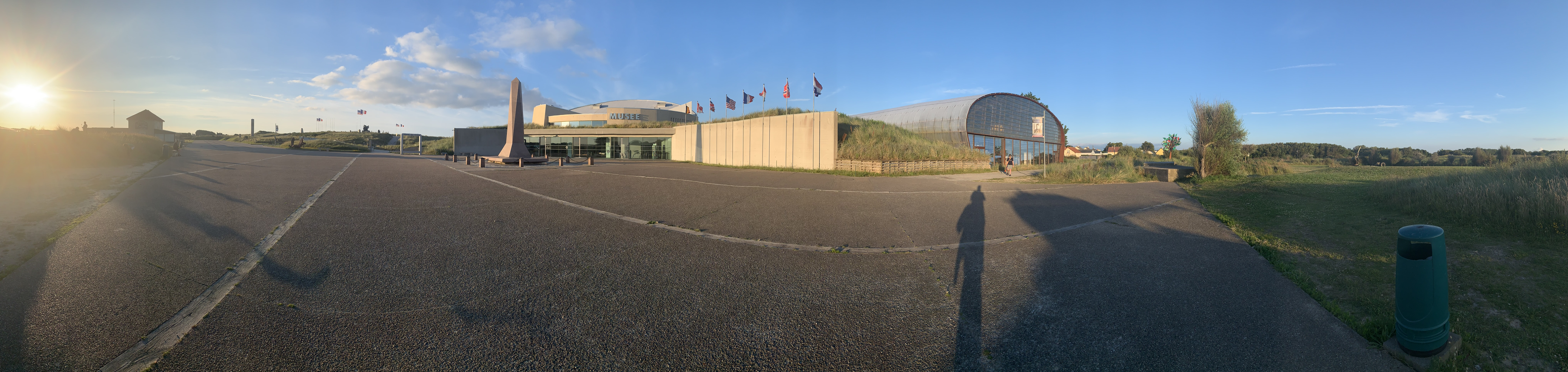

Het Utah Beach-museum ligt bij La Madeleine en is gebouwd rond een groep bunkers van Widerstandsnest 5 (WN 5). Dit was ook de plaats waar de eerste Amerikaanse troepen voet aan land hebben gezet. Het museum heeft in de collectie een replica van een B-26 Marauder staan, dit type vliegtuig bombardeerde de kust vlak voor de invasie.

## LCC 60
LCC 60 was het eerste Amerikaanse landingsvaartuig bij de landing op D-day op Utah Beach onder commando van de Amerikaanse luitenant Howard Vander Beek, zoon van een Nederlandse immigrant. De vlag die op deze dag op dit vaartuig werd gevoerd werd in 2016 aangekocht door de Nederlandse kunstverzamelaar Bert Kreuk die de vlag in bruikleen gaf aan het Nationaal Militair Museum.

## Naslagwerken
- Harrison, G. A. (1951). Cross-Channel Attack. Office of the Chief of Military History, Department of the Army, Washington, DC. Gearchiveerd op 21 december 2016. Geraadpleegd op 17 juni 2015.
- Ruppenthal, Roland G. (1947). Utah Beach to Cherbourg (6 June – 27 June 1944). Historical Division, Department of the Army, Washington, DC. Gearchiveerd op 16 september 2009. Geraadpleegd op 17 juni 2015.
- Bernage & François, Utah Beach: Sainte-Mere-eglise, Sainte-Marie-du-Mont 2011